# Blackbox
Blackbox és un gestor de finestres per a l'X Window System. És minimalista i molt popular entre la gent que cerca popular un ambient net i ràpid per treballar. Malgrat la seva lleugeresa de codi, té un aspecte atractiu.
Està escrit en C++ i conté codi completament original.
Blackbox fou creat per Bradley Hughes> i està disponible sota la llicència MIT.

## Projectes relacionats
Hi ha diversos gestors de finestres relacionats amb Blackbox:
- Fluxbox
- Openbox